# فیودور کنستانتینوف
فیودور واسیلیویچ کنستانتینوف (۲۱ فوریه ۱۹۰۱ – ۸ دسامبر ۱۹۹۱) فیلسوف مارکسیست–لنینیست و آکادمیسین شوروی بود. او که یکی از برجسته‌ترین فیلسوفان و نظریه‌پردازان شوروی بود، به خاطر دانش و تجربهٔ گسترده‌اش در زمینه‌های ماتریالیسم تاریخی، نظریهٔ مارکسیستی و توسعهٔ اجتماعی شهرت داشت. در سال ۱۹۳۲ دکترای فلسفه خود را گرفت. او آکادمیسین آکادمی علوم اتحاد شوروی بود (از ۲۶ ژوئن ۱۹۶۴؛ عضو وابسته از ۲۳ اکتبر ۱۹۵۳) و به عنوان عضو هیئت‌رئیسه آکادمی علوم اتحاد شوروی نیز انتخاب شده بود.

## زندگی و پیشه
فیودور واسیلیویچ کنستانتینوف در ۲۱ فوریه ۱۹۰۱ در خانواده‌ای دهقانی در نووسیولکی، آرزاماسکی آویزد، فرمانداری نیژنی نووگورود، امپراتوری روسیه به دنیا آمد. پس از انقلاب اکتبر به ارتش سرخ پیوست و در جنگ داخلی در سیبری شرکت کرد. در سال ۱۹۱۸ به بلشویک‌ها (حزب کمونیست اتحاد جماهیر شوروی) پیوست و سپس در مؤسسهٔ استادان سرخ تحصیل کرد و در سال ۱۹۳۲ از آن فارغ‌التحصیل شد. در سال ۱۹۳۵ دکترای فلسفه خود را دریافت کرد و به مقام استاد فلسفه رسید.
در طول دوران کاری خود، او به عنوان دبیر علمی مؤسسه فلسفه آکادمی کمونیست، استاد تبلیغات در کمیته مرکزی و معاون مدیر مؤسسه فلسفه در آکادمی علوم اتحاد شوروی فعالیت کرد. او سردبیر نشریهٔ مسائل فلسفه در سال‌های ۱۹۵۲ تا ۱۹۵۴ و نشریهٔ کمونیست در سال‌های ۱۹۵۸ تا ۱۹۶۲ بود. همچنین ریاست بخش تبلیغات و اطلاع‌رسانی کمیته مرکزی حزب کمونیست اتحاد شوروی را در سال‌های ۱۹۵۵ تا ۱۹۵۸ بر عهده داشت.
کنستانتینوف از نویسندگان اصلی کتاب «مادی‌گرایی تاریخی» (۱۹۵۱) و «اصول فلسفهٔ مارکسیستی» (۱۹۵۸) بود و همچنین سردبیر ارشد «دایرةالمعارف فلسفی» (جلدهای ۱–۳، ۱۹۶۰–۱۹۶۴) به‌شمار می‌رفت. او از سال ۱۹۶۲ تا ۱۹۶۷ مدیر مؤسسه فلسفه آکادمی علوم اتحاد شوروی بود و در سال ۱۹۷۱ مؤسس و رئیس انجمن فلسفی اتحاد شوروی شد. او همچنین ریاست انجمن کمک به سازمان ملل متحد در اتحاد جماهیر شوروی را بر عهده داشت. از جمله مبتکران ایجاد مجلۀ احزاب برادری کمونیست و کارگری مسائل صلح و سوسیالیسم و یکی از نویسندگان زندگینامۀ علمی ولادیمیر لنین بود.
وی.وی. کولبانوفسکی، پژوهشگر ارشد مؤسسه جامعه‌شناسی آکادمی علوم روسیه، فیودور کنستانتینوف را این‌گونه توصیف می‌کند:
او انسانی نسبتاً زنده، دموکراتیک و به نوعی بااستعداد بود. اما همزمان محافظه‌کاری سخت‌گیر و فعال در پاسداری از پایه‌های موجود نیز بود. او به‌شدت و با شدت علیه یو.آ. لوادا حمله می‌کرد و او را متهم می‌نمود. در مورد مقالهٔ لوادا با عنوان «فاشیسم» در «دایرةالمعارف فلسفی» او چنین یادداشتی نوشت: «این دربارهٔ آن‌هاست یا دربارهٔ ما؟!» او به همان اندازه نسبت به وی.ژ. کله بدگمان بود و گفتهٔ لنین دربارهٔ تروتسکی را به یاد می‌آورد: «با ماست، اما از ما نیست.»— وی.وی. کولبانوفسکی در جامعه‌شناسی «رشته‌های رنگی»، 
او در ۸ دسامبر ۱۹۹۱ در مسکو در سن ۹۱ سالگی درگذشت و در قبرستان ترویکوروفسکوی به خاک سپرده شد.

## جوایز
- سه بار نشان لنین: (۱۹۶۱، ۱۹۷۵، ۱۹۸۱)[۷]
- نشان انقلاب اکتبر: (۱۹۷۱)[۸]
- نشان پرچم سرخ کار: (۱۹۶۷)
- نشان دوستی خلق‌ها: (۱۹۸۶)
- دو نشان ستاره سرخ: (۱۹۴۴، ۱۹۴۵)
- نشان برجسته افتخار: (۱۹۵۴)
- نشان «سیریل و متودیوس»، درجۀ یک، بلغارستان: (۱۹۷۱)
- مدال «۵۰ سال انقلاب خلق مغولستان»: (۱۹۷۲)
- مدال طلای «برای خدمات به علم و بشریت»، آکادمی علوم چکسلواکی، (۱۹۸۲)
- شهروند افتخاری آرزاماس[۹]

## آثار
از مهم‌ترین آثار منتشرشده او که همه به زبان روسی نوشته شده است، می‌توان به موارد زیر اشاره کرد:
- «معنای مالکیت خصوصی و کار در شرایط سوسیالیسم» (۱۹۳۸)
- «مادی‌گرایی تاریخی» (۱۹۵۲)
- «دایرةالمعارف فلسفی» (۱۹۵۷)
- «اصول فلسفهٔ مارکسیستی» (۱۹۵۸)